# NiXes (album)
niXes – debiutancki album polskiego projektu niXes, łączącego muzykę elektroniczną z rockiem psychodelicznym, ideologicznie odnoszącego się do surfingu, Australii i Kalifornii, kosmosu i ruchu hippisowskiego. Płyta ukazała się 3 listopada 2017 dzięki wydawnictwu Agora S.A.. W związku z tym zespół określa swój styl muzyczny jako "new hippie", czy szerzej – "neo hippie surf cosmic music".

## Lista utworów
| 1.  | „Hole in the Universe”         | 5:50  |
|     |                                |       |
| 2.  | „Circles”                      | 3:43  |
|     |                                |       |
| 3.  | „In the Middle of the Rainbow” | 4:11  |
|     |                                |       |
| 4.  | „Summer Waves”                 | 6:46  |
|     |                                |       |
| 5.  | „Don't You Wanna”              | 3:50  |
|     |                                |       |
| 6.  | „Exorcisms”                    | 5:15  |
|     |                                |       |
| 7.  | „Missing at Sea”               | 3:37  |
|     |                                |       |
| 8.  | „Happy Pills”                  | 4:09  |
|     |                                |       |
| 9.  | „Galaxy Sounds”                | 3:42  |
|     |                                |       |
| 10. | „Paper Plane”                  | 4:15  |
|     |                                |       |
|     |                                | 45:18 |
|     |                                |       |